# Rivolta dei satrapi
La rivolta dei satrapi, o grande rivolta dei satrapi, è stata una ribellione di alcuni satrapi persiani dall'autorità del Gran Re Artaserse II.

## Casus belli
La ribellione (anche se non è unanimemente accettato) ebbe inizio nel 370/369 a.C. con la ribellione del satrapo della Cilicia Datame. Cornelio Nepote (Vita di Datame) è l'unica fonte che narra le vicende del satrapo; il biografo scrive che la corte (composta dai consiglieri mandati dal re), gelosa delle continue vittorie di Datame, organizzò una ribellione mentre il satrapo era in Egitto. Ricevuta una lettera da parte di alcuni collaboratori, Datame si precipitò in Cilicia e, nel tentativo di tenere nascosta al re la rivolta, riunì le sue truppe riuscendo a resistere agli attacchi ribelli; successivamente conquistò la Paflagonia.
Per capire le motivazioni che spinsero anche altri satrapi ad aderire alla ribellione di Datame (che si era opposto ai consiglieri del re e, quindi, al suo volere) bisogna analizzare tutte le fonti disponibili, ovvero gli scritti di Plutarco (Vita di Artaserse), di Nepote (Vita di Datame) e di Diodoro Siculo (Bibliotheca historica, XV, 90-93).
Plutarco scrive che Artaserse, ancora dieci anni prima della rivolta dei satrapi (380 a.C. circa), dopo aver subìto una disastrosa sconfitta contro i Cadusi disse di "diventare sospettoso nei confronti degli uomini a cui affidava delle cariche" (mettendone anche a morte alcuni, e promettendo durissime punizioni a chi contravveniva ai suoi ordini). In questo clima, scrive lo studioso Moysey, qualunque satrapo avrebbe avuto buone motivazioni per distaccarsi dal re e non essergli più assoggettato. Nel frattempo Artaserse, che cominciava ad avvicinarsi ai 60-70 anni (governava infatti dal 405/404 a.C.) stava cominciando a scegliere il successore al trono, cosa che scatenò una lotta per la successione (che portò alla morte dei figli Dario, Ariaspe, Arsame). Oronte (marito di una figlia di Artaserse), che aveva aiutato il re contro Evagora di Cipro, con il fallimento della spedizione del 380 a.C. perse la sua satrapia in Armenia per quella di Misia (una "sotto"-satrapia, posta tra quelle di Frigia e di Lidia come cuscinetto). Agli affari dell'Anatolia si interessava anche la Grecia (prima con Agesilao e poi con Timoteo) che poteva costituire un solido alleato per sconfiggere l'impero persiano. Il primo ad allearsi con Datame fu Ariobarzane, che, piuttosto che perdere la sua satrapia (su ordine del Gran Re) da parte di Artabazo, si unì alla rivolta (366 a.C.). Sfruttando la ribellione di Datame e di Ariobarzane (come detto, in un contesto di crisi dinastica) può apparire verosimile la partecipazione di Oronte, e la successiva di Autofradate (che, altrimenti, sarebbe rimasto il solo fedele al re in Anatolia).

## La rivolta
Con l'unione di Ariobarzane alla rivolta (366 a.C.), essa cominciò ad estendersi nelle satrapie dell'Anatolia e anche a Sparta, dove il re Agesilao aveva accettato di inviare aiuti. Ariobarzane, che aveva apertamente proclamato al ribellione, venne invano assediato da Mausolo (satrapo di Caria che si unirà alla rivolta nel 362 a.C. per poi lasciarla nel 360/361 a.C.) e da Autofradate (satrapo di Lidia che si unirà, per poi ritornare dalla parte del re, intorno al 360 a.C.). Ariobarzane fu, però, ucciso dal figlio Mitridate (che intorno al 361 a.C. si unì alla rivolta) nel 363 a.C.
Un anno dopo la morte di Ariobarzane (362 a.C.), Oronte si rivoltò al re e divenne il capo della ribellione fino a quando cercò un compromesso con Artaserse. Nel 359 a.C., ci fu un ultimo tentativo di rivolta da parte di Tiribazo (che si era alleato con i Tebani di Epaminonda) ma che, fallita la rivolta, andò in esilio.

## Conseguenze
Nonostante la disfatta dei ribelli, l'impero non impedì che ci fossero altre rivolte (una in Fenicia nel 351 a.C.) anche se di poca importanza, tanto che il gran re Artaserse III (succeduto al padre) riuscì a riconquistare l'Egitto nel 343 a.C.